# Padaek
Il Padaek, a volte noto come padek, o salsa di pesce del Laos (Lao: ປາແດກ) (tailandese: ปลาแดก), simile a pla ra in Thailandia(tailandese: ปลาร้า), è un condimento tradizionale laotiano a base di pesce in salamoia o fermentato che è stato stagionato. È più denso e più condito della salsa di pesce più comune in Thailandia e Vietnam, spesso contenente pezzi di pesce. La fermentazione richiede molto tempo, conferendo al padaek un aroma simile ai formaggi come l'Époisses. A differenza di altre versioni di salsa di pesce nel sud-est asiatico, il padaek è composto da pesce d'acqua dolce, a causa della natura senza sbocco sul mare del Laos. Il Padaek è usato in molti piatti, in particolare il tam maak hoong, un'insalata piccante di papaya del Laos.